# Роккамена
Роккамена (італ. Roccamena, сиц. Roccamena) — муніципалітет в Італії, у регіоні Сицилія,  метрополійне місто Палермо.
Роккамена розташована на відстані близько 460 км на південь від Рима, 37 км на південний захід від Палермо.
Населення — 1505 осіб (2014).
Щорічний фестиваль відбувається 19 березня. Покровитель — San Giuseppe.

## Демографія
Населення за роками:

Станом на 1 січня 2023 року в муніципалітеті офіційно проживало 89 іноземців з 11 країн, серед них 24 громадяни країн Євросоюзу.

## Сусідні муніципалітети
- Бізаккуїно
- Контесса-Ентелліна
- Корлеоне
- Монреале